# Гусинє
Гусинє (чорн. Gusinje/Гусиње) — містечко (поселення) в Чорногорії, підпорядковане общині Плав. Мусульманське поселення з населенням 1704 мешканців.

## Населення
Динаміка чисельності населення (станом на 2003 рік):
- 1948 → 2 402
- 1953 → 2 555
- 1961 → 2 756
- 1971 → 2 695
- 1981 → 2 625
- 1991 → 2 472
- 2003 → 1704

Національний склад містечка (станом на 2003 рік):
Слід відмітити, що перепис населення проводився в часи міжетнічного протистояння на Балканах й тоді частина чорногорців солідаризувалася з сербами й відносила себе до спільної з ними національної групи (найменуючи себе югославами-сербами — притримуючись течії панславізму). Тому, в запланованому переписі на 2015 рік очікується суттєва кореляція цифр національного складу (в сторону збільшення кількості чорногорців) — оскільки тепер чіткіше проходитиме розмежування, міжнаціональне, в самій Чорногорії.